# Werner Drake
Werner Drake (* 16. Juli 1912 im Deutschen Reich; † nach 1967) war ein deutscher Aufnahmeleiter, Filmproduktionsleiter und Filmproduzent.

## Leben und Wirken
Drake kam in den frühen 1930er Jahren zum Film und arbeitete sich zunächst zum Aufnahmeleiter hoch. In dieser Funktion betreute er ab 1936 bis zu seinem Karriereende 1967 eine Fülle von Unterhaltungsfilmen, darunter populäre Produktionen wie Das Veilchen vom Potsdamer Platz, Madame Bovary, Tango Notturno, Die fromme Lüge, Aufruhr in Damaskus, Zentrale Rio, Auf Wiedersehn, Franziska und zuletzt die Schauergeschichte Die Schlangengrube und das Pendel. Nach 1945 war er als Produktionsleiter an mehreren deutschen Filmklassikern beteiligt, darunter Berliner Ballade, Canaris und Bernhard Wickis Die Brücke. Drake, der zuletzt vor allem für das Serienfernsehen gearbeitet hatte, verstarb wohl zwischen 1967 und 1975.

## Filmografie
als Produktionsleiter, wenn nicht anders angegeben
- 1938: Geheimzeichen LB 17 (Aufnahmeleiter)
- 1948: Berliner Ballade
- 1949: 0 Uhr 15 Zimmer 9
- 1949: Martina
- 1950: Herrliche Zeiten
- 1951: K – Das Haus des Schweigens
- 1952: Postlagernd Turteltaube
- 1953: Fanfaren der Ehe
- 1954: Canaris
- 1959: Die Brücke
- 1962: Das schwarz-weiß-rote Himmelbett
- 1966: Kommissar Freytag (Fernsehserie)
- 1967: Die fünfte Kolonne (Fernsehserie)